# Elektrostatische ontlading

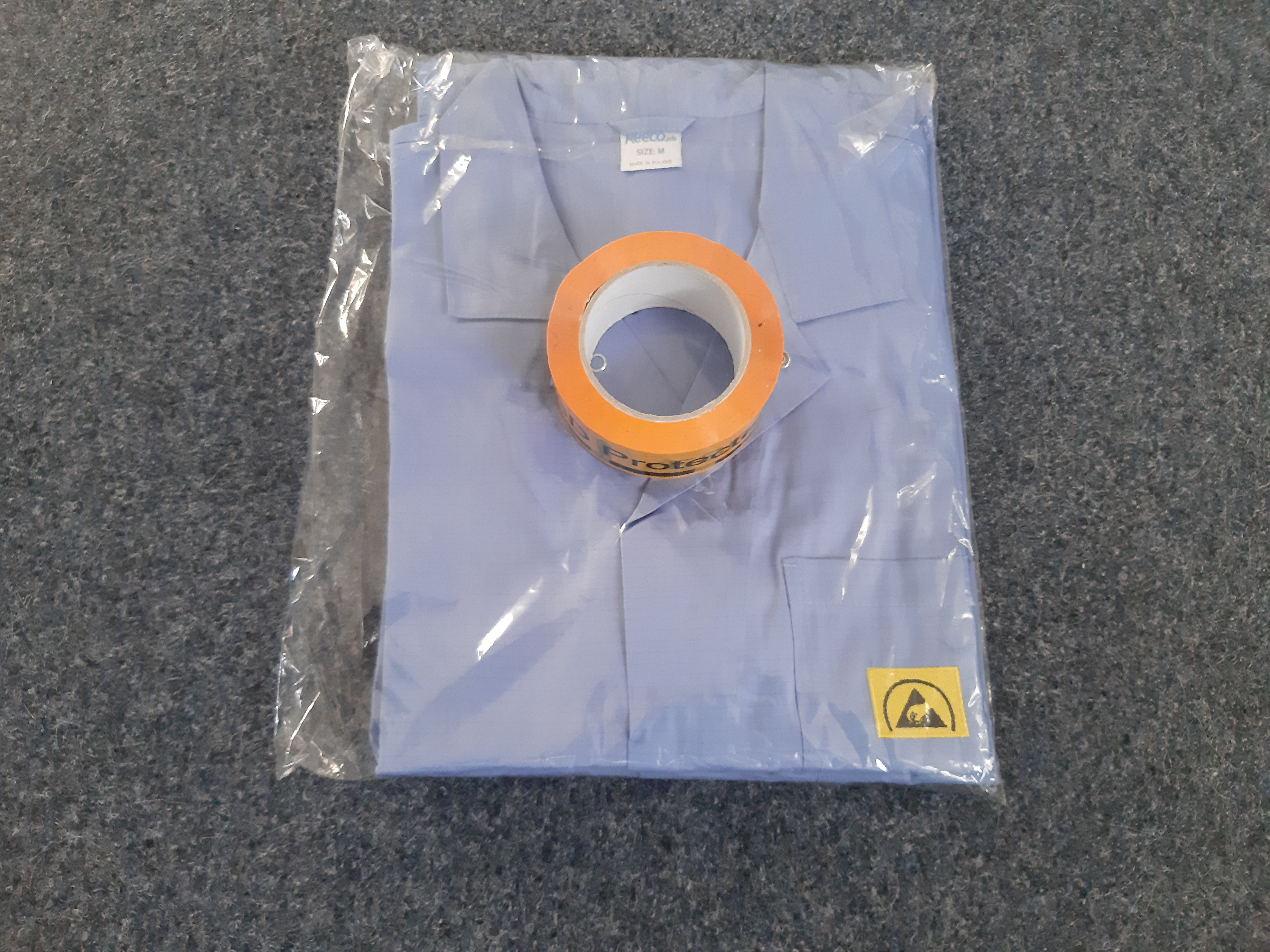
ESD Jacket

Een elektrostatische ontlading (met name in de elektronica vaak met het Engelse ESD, electrostatic discharge, aangeduid) is een kortdurende elektrische stroom tussen twee verschillend elektrisch geladen (geïsoleerde) lichamen, waardoor ladingsvereffening, althans in zekere mate, plaatsvindt. Een elektrostatische ontlading vindt plaats doordat er een elektrisch contact ontstaat tussen beide voorwerpen of doordat er bij voldoende potentiaalverschil tussen beide een doorslag gebeurt door het niet-geleidende medium tussen de lichamen, het diëlektricum. Er springt lading in de vorm van elektronen over van het lichaam met de lagere potentiaal naar dat met de hogere, in sommige gevallen in de vorm van een vonk. Als de ladingen onderling zijn vereffend, is het potentiaalverschil verdwenen, maar kan op beide lichamen nog wel lading achterblijven. Als de ontlading plaatsvond als een doorslag door het tussenliggende medium, blijft meestal een potentiaalverschil bestaan. Volledige ontlading van een positief of negatief geladen lichaam kan worden bewerkstelligd door verbinding met een geleider die op aardpotentiaal ligt. Ontlading kan minder uitgesproken (zonder vonk) plaatsvinden bij toepassing van hoogohmige weerstanden, waardoor de stroomsterkte wordt beperkt.

## Vonk
Als het potentiaalverschil tussen twee punten hoger is dan de doorslagspanning van het diëlektricum tussen deze twee punten, kan elektrostatische ontlading plaatsvinden in de vorm van een vonk. Dat kan worden veroorzaakt doordat de spanning toeneemt of doordat de afstand tussen de lichamen kleiner wordt. Ook de vorm van de lichamen kan de doorslag beïnvloeden, elektrostatische lading verzamelt zich het gemakkelijkst op delen met een kleinere radius, zoals uitsteeksels. Doorslagspanningen van allerlei mediums zijn doorgaans hoger dan enkele kilovolts. Als er eenmaal doorslag van het medium optreedt, loopt er een relatief vrij grote, maar kortdurende elektrische stroom. Deze stroom ioniseert de in het medium aanwezige atomen of moleculen. Ook kan dissociatie optreden van moleculen. In een vonk door lucht ontstaat hierdoor het scherp ruikende en giftige ozon, O3. In de lucht aanwezige zuurstof dissocieert in twee losse zuurstofatomen. Deze binden zich weer aan een ander zuurstofatoom. Een vonk gaat meestal gepaard met de uitstraling van licht met helder witte kleur. Doordat het stroomkanaal heet wordt en daarna weer snel afkoelt en implodeert ontstaat ook geluid.

## Gevaar
De meeste elektrostatische ontladingen waarmee de mens dagelijks kan worden geconfronteerd, zijn - ondanks de relatief hoge spanningen - ongevaarlijk, omdat de ladingen en daardoor de stromen klein zijn en in tegenstelling tot wat vaak gedacht wordt, niet de spanning maar de daardoor ontstane stroom maatgevend is voor een mogelijk gevaar. Ontladingen kunnen bijvoorbeeld ontstaan door wrijving tussen verschillende soorten kunststoffen. Vaak kan op- en ontlading niet worden opgemerkt. Onder optimale omstandigheden, zoals in een droge lucht, kunnen met name de ontladingen waargenomen worden. Veel mensen kennen de verschijnselen bij het uittrekken van een trui in het donker, waarbij de statische lading die wordt opgewekt door de wrijving tussen de trui en het hoofdhaar of andere kleding, weer wordt vereffend tussen delen van de trui onderling. Hierbij ontstaan kleine knetterende vonkjes, die in het donker goed zichtbaar zijn. Het kammen van droog haar met een kunststoffen kam kan ook met dit soort verschijnselen gepaard gaan. Wie bij helder en droog weer elektrostatisch geladen is geraakt door wrijving van kleding, hoofdhaar of schoeisel met een stoelzitting of vloerbedekking, kan onmiddellijk voor het aanraken van een geleider zoals een deurkruk of een autoportier, een flinke tik voelen. De ladingsvereffening tussen persoon en geleider gaat gepaard met een elektrische stroom door het lichaam en een doorslag van de lucht (vonk) tussen bijvoorbeeld een vingertop en een metalen vlak. Of het metalen voorwerp al dan niet geaard is maakt hierbij geen wezenlijk verschil. De pijnlijke sensatie bij dit verschijnsel wordt veroorzaakt door het hier besproken type ontlading relatief hoge stroomsterkte die door een miniem deel van de huid, waar de vonk overspringt, loopt. Wie in een dergelijke situatie een metalen voorwerp (bijvoorbeeld een sleutel) in de hand houdt en daarmee het metalen voorwerp (bijvoorbeeld een deurklink) aanraakt zal weinig tot niets voelen als er tussen sleutel en deurknop een vonk overspringt. De elektrische stroom wordt verdeeld over het gehele contactoppervlak tussen sleutel en vingers. Wie tijdens het uitstappen een metalen deel van de auto blijft aanraken, zal niet of nauwelijks elektrostatisch worden opgeladen. En wie schoeisel draagt dat elektrisch zwak geleidt (en daardoor een relatief slechte isolator is), zal evenmin worden opgeladen.

## Proef
Een eenvoudige proef om elektrostatische oplading aan te tonen die u zelf kunt nemen, is bij droog weer uw haren te kammen en de kam naast een heel lichte waterstroom (net niet druppelsgewijs) uit de kraan te houden. Door de elektrostatische oplading van de kam zal de straal zichtbaar naar u toe worden afgebogen! Dit is te verklaren doordat gelijke lading van water en kam in de straal door afstoting zich verplaatsen naar de andere kant van de straal, waardoor de straal het dichtst bij de kam een tegengestelde lading krijgt en hierdoor wordt aangetrokken naar de kam.

## ESD
ESD is de aanduiding voor het type elektrostatische ontlading dat tijdens of na de fabricage van elektronica een risico vormt op beschadiging van de halfgeleidercomponenten. Deze bedreiging kan komen van het menselijk lichaam dat elektrostatisch is opgeladen door wrijving van kleding of schoeisel met stoelzitting, vloerbedekking of andere kleding. Ook lading op geïsoleerde delen van een machine of op andere componenten kan gevaar opleveren. Tot slot kan de component zelf opgeladen zijn en ontladen worden tegen een voorwerp met een andere potentiaal, zoals het metaal van een geaard stuk gereedschap. De kleine kristalstructuren in een geïntegreerde schakeling zijn erg kwetsbaar voor de relatief grote ontlaadstromen en het beveiligen van de circuits is heeft een hoge prioriteit van de halfgeleiderfabrikanten. Alle paden in het circuit waar de aansluitpinnen mee zijn verbonden worden indien mogelijk met robuuste diodes en weerstandsnetwerken beschermd. Vooral de IC's die in bijvoorbeeld geheugenkaarten, simkaarten, bankpassen en OV-chipkaarten dienen goed beschermd te zijn aangezien deze aanraakbare contacten hebben of extreem dicht onder de oppervlakte liggen. Alle producten worden tijdens de ontwikkelfase en vaak nog daarna getest op ESD-gevoeligheid. Hiervoor zijn internationaal drie soorten tests gebruikelijk: HBM (human body model), MM (machine model) en het modernere CDM (charged device model). Hiermee worden respectievelijk gesimuleerd: ontlading vanuit het menselijk lichaam, ontlading vanuit een machine en de ontlading vanuit de component zelf. Hoe hoger de spanning is die herhaaldelijk kan worden ontladen zonder schade, hoe beter de testresultaten zijn. Op het vlak van fabricage en assemblage van elektrische apparaten wordt veel aandacht besteed aan het voorkomen van het elektrostatisch opladen van machines en personeel. Met geaarde gereedschappen, polsbanden en schoenzolen die (hoogohmig) met aarde zijn verbonden en elektrisch licht geleidende vloerbedekking, verpakkingsmaterialen en stoelzittingen wordt de strijd tegen ESD aangebonden.
Grotere ontladingen bij hoge potentiaalverschillen kunnen erg gevaarlijk zijn, bijvoorbeeld bliksem die bij onweer optreedt. De enorme stromen kunnen via uiteenlopende wegen veel schade aanrichten, zowel in de natuur als in zaken zoals huizen en elektrische apparaten. Extra kwetsbaar is elektronica die met leidingen buitenshuis is verbonden, zoals een televisie, een modem of een vaste telefoon. Een minder gevaarlijke ontlading die in de natuur voorkomt is het sint-elmsvuur, omdat dit verschijnsel alleen boven hoog uitstekende obstakels optreedt.

## Praktische toepassing van elektrostatische ontlading (vonken)

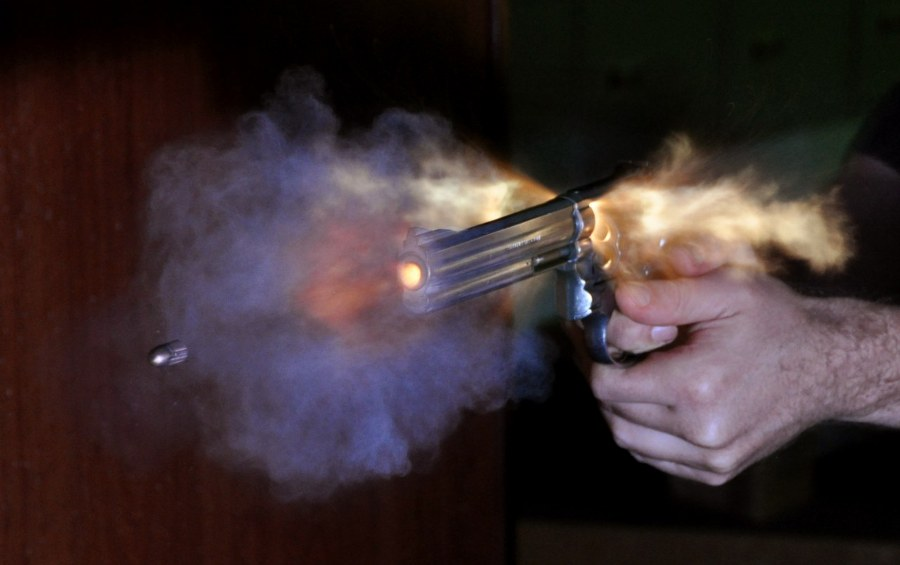
Een hogesnelheidsfoto, genomen met een elektrische vonk van minder dan 1 miljoenste seconde

Elektrostatische ontlading wordt toegepast in:
- een piëzo-gasaansteker om het brandbare gas van het fornuis aan te steken.
- de vandegraaffgenerator
- een sigarettenaansteker om de benzine te laten ontbranden
- hogesnelheidsfotografie om zeer korte lichtflitsen te produceren.

De ontsteking in een benzinemotor, waarbij een bobine de vonk in een bougie verzorgt is een voorbeeld van de tegenpool van de elektrostatische ontlading. Alle elektrische stroom in dit circuit loopt door geleiders. Gezien de eigenschappen zou dit elektrodynamische ontlading kunnen worden genoemd, hoewel deze term praktisch niet wordt gebezigd.
In de teslabol worden dergelijke ontladingen aangewend om een esthetisch effect te bekomen.